# Mircea Socolescu
Mircea Socolescu (n. 14 iulie 1902, București – d. 5 octombrie 1993, București) a fost un  geolog și geofizician român, membru de onoare (1993) al Academiei Române.
A participat la competițiile de bob de la Jocurile olimpice de iarnă din 1928.

## Distincții
- Ordinul Muncii clasa a II-a (21 august 1954) „pentru merite deosebite pe tărîmul construcției de stat, economice, sociale și culturale, cu ocazia celei de a zecea aniversări a eliberării patriei noastre”[3]